# 琵琶湖國定公園
琵琶湖國定公園（日语：／ Biwako Kokutei Kōen），是位在日本滋賀縣、京都府的國定公園。1950年7月24日指定，是日本最早指定的國定公園。

## 面積
- 97,601ha

滋賀縣域 - 95,958ha
京都府域 - 1,643ha

## 公園區域

### 特別地域

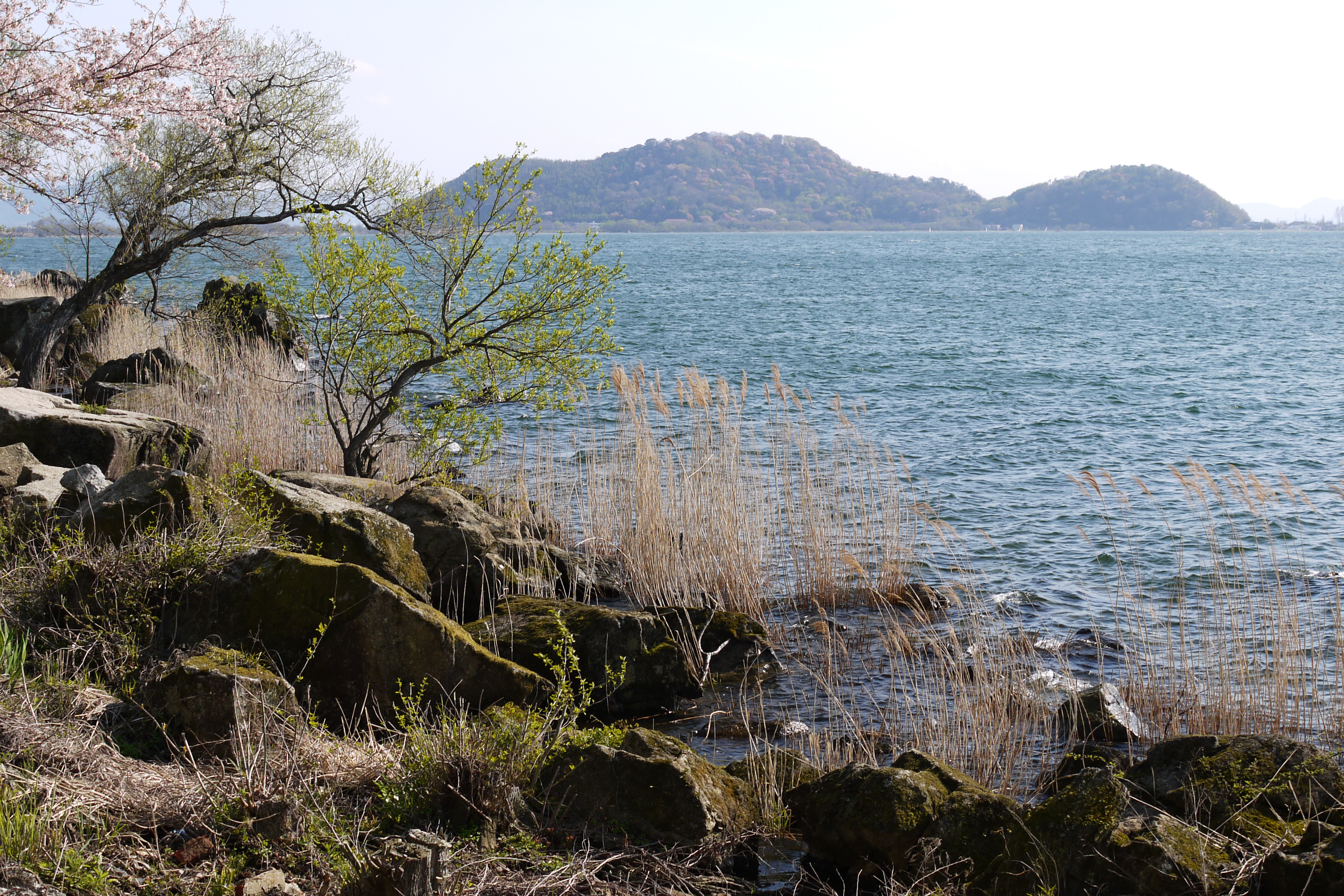
琵琶湖中部湖岸（第2種特別地域）

- 特別保護地區 - 面積153ha
  - 湖北山岳湖岸
  - 沖之白石
  - 野坂山地（日语：野坂山地）一部分
  - 竹生島一部分
  - 伊吹山一部分

- 第1種特別地域 - 面積4964ha
  - 彥根城
  - 安土城
  - 多景島等

- 第2種特別地域 - 面積71282ha
  - 比良山（日语：比良山）一部分
  - 靈仙山（日语：霊仙山）一部分
  - 沖島等

- 第3種特別地域 - 面積18086ha
  - 八幡山（日语：八幡山）一部分
  - 音羽山（日语：音羽山 (滋賀県・京都府)）一部分
  - 瀨田川一部分等

### 普通地域
- 面積3187ha

## 景點
- 琵琶湖八景（日语：琵琶湖八景）：琵琶湖國定公園成立時所選出的八景。

### 主要山岳
- 伊吹山（標高1,377.3公尺）
- 武奈岳（日语：武奈ヶ岳）（標高1,214.4公尺）
- 蓬萊山（日语：蓬莱山 (滋賀県)）（標高1,174公尺）
- 靈仙山（日语：霊仙山）（標高1,094公尺）
- 比叡山（標高848.3公尺）

### 主要島嶼
- 竹生島
- 沖島

### 主要河川、湖泊
- 瀨田川
- 宇治川
- 琵琶湖

## 關連市町村
- 滋賀縣 - 琵琶湖畔全域
- 京都府 - 京都市、宇治市、宇治田原町

## 集團設施地區
| 地區名   | 面積   | 所在地                     | 使用人數（人） |
| -------- | ------ | -------------------------- | -------------- |
| 四明岳   | 30.0ha | 滋賀縣大津市、京都府京都市 | －             |
| 近江舞子 | 48.1ha | 滋賀縣大津市               | －             |
| 近江八幡 | 30.0ha | 滋賀縣近江八幡市           | －             |

## 關連項目
- 國定公園

## 外部連結
- （日語）琵琶湖國定公園 滋賀縣 （页面存档备份，存于）
- （日語）琵琶湖國定公園 京都府 （页面存档备份，存于）